# Завод азотних добрив у Більбао
Завод азотних добрив у Більбао — колишній виробничий майданчик у іспанському місті Більбао, що був у районі Баракальдо.
Проєкт спорудження заводу реалізували через створену в 1941 році компанію Sociedad Española de Fabricaciones Nitrogenadas (Sefanitro), головним засновником якої виступив іспанський уряд. Іншими учасниками були ряд банків та металургійна компанія Altos Hornos de Vizcaya, належний якій завод мав постачати основну сировину — багатий на аміак коксовий газ. На тлі подій Другої світової війни та з урахуванням певної міжнародної ізоляції режиму Франко спорудження виробничого комплексу затягнулось маже на десятиліття і він був офіційно відкритий лише в 1950 році.
Головним продуктом було азотне добриво — сульфат амонію, який отримують реакцією аміаку та сульфатної кислоти. Потужність заводу по цьому продукту визначили на рівні 125 тисяч тонн на рік (за іншими даними, майданчик Sefanitro міг продукувати 500 тонн сульфату амонію на добу). При цьому завод сам виробляв сульфатну кислоту шляхом спалювання піритів, які надходили морським транспортом з потужного гірничодобувного регіону Уельви.
Ще одним напрямком у галузі азотних добрив стало продукування нітратної кислоти (зазвичай отримують шляхом конверсії аміаку) та випуск аміачної селітри (результат реакції аміаку та нітратної кислоти).
У 1970-х на тлі змін в економічному середовищі зменшили виробництво сульфату амонію на користь розвитку нітратного напрямку. Зокрема, провели модернізацію цеху вилучення аміаку, який станом на початок 1970-х міг вилучати 90 тисяч тонн на рік, а в 1974-му став до ладу новий завод нітратної кислоти річною потужністю 104 тисячі тонн. Тепер майданчик в Баракальдо міг щодобово продукувати 500 тонн аміачної селітри та 500 тонн кальцій-аміачного сульфонітрату (суміш кальцієвих та аміачних солей сульфатної та нітратної кислот, втім, за іншими даними, була запущена лінія кальцій-аміачної селітри річною потужністю 160 тисяч тонн).
Втім, головним кроком у забезпеченні заводу сировиною став початок будівництва нової установки з виробництва аміаку продуктивністю 938 тонн на добу, що мала використовувати як сировину naphtha — суміш легких рідких вуглеводнів (також в майбутньому з появою доступу до природного газу планувалось переведення на цю сировину). Головне обладнання для установки вже було закуплене, проте викликані природоохоронними міркуваннями протести мешканців Більбао змусили в 1976-му скасувати будівництво.
Невдача з аміачним проєктом істотно вплинула на Sefanitro і наприкінці 1970-х частину виробничого майданчика передали для спорудження заводу сульфатної кислоти компанії «Rontealde, SA». При цьому обидві компанії спільно використовували інфраструктурні об'єкти, такі як портові та залізничні потужності.
У 1996-му Sefanitro в процесі приватизації продали компанії Fertiberia за 5,2 (за іншими даними — 6) млн євро, що, на думку противників угоди, було менше за вартість добрив на складах. На той час річна виробнича потужність майданчику рахувалась як 180 тисяч тонн нітратної кислоти, 300 тисяч тонн кальцій-аміачної селітри та 140 тисяч тонн  аміачного сульфонітрату, а фактичне виробництво у 1996-му склало 182 тисячі тонн нітратної кислоти та 360 тисяч тонн добрив.
Втім, через екологічні нормативи ЄС діяльність розташованого в центрі міста майданчика добігала завершення, і вже у 1999-му міська рада погодила зміну цільового призначення земельної ділянки під заводом на землі житлової забудови. У 2006-му Fertiberia закрила підприємство та продала його компаніям зі сфери нерухомості за 235 млн євро. Знесення споруд заводу відбулось у період з 2004 по 2009 роки, а в 2014-му після робіт зі знезараження ділянки стартувало будівництво житла.